# Beverino
Beverino là một đô thị ở tỉnh La Spezia trong vùng Liguria của Ý, có cự ly khoảng 70 km về phía đông nam của Genoa và khoảng 11 km về phía bắc của La Spezia. Đô thị này là một phần của công viên tự nhiên vùng và sông Montemarcello-Magra.

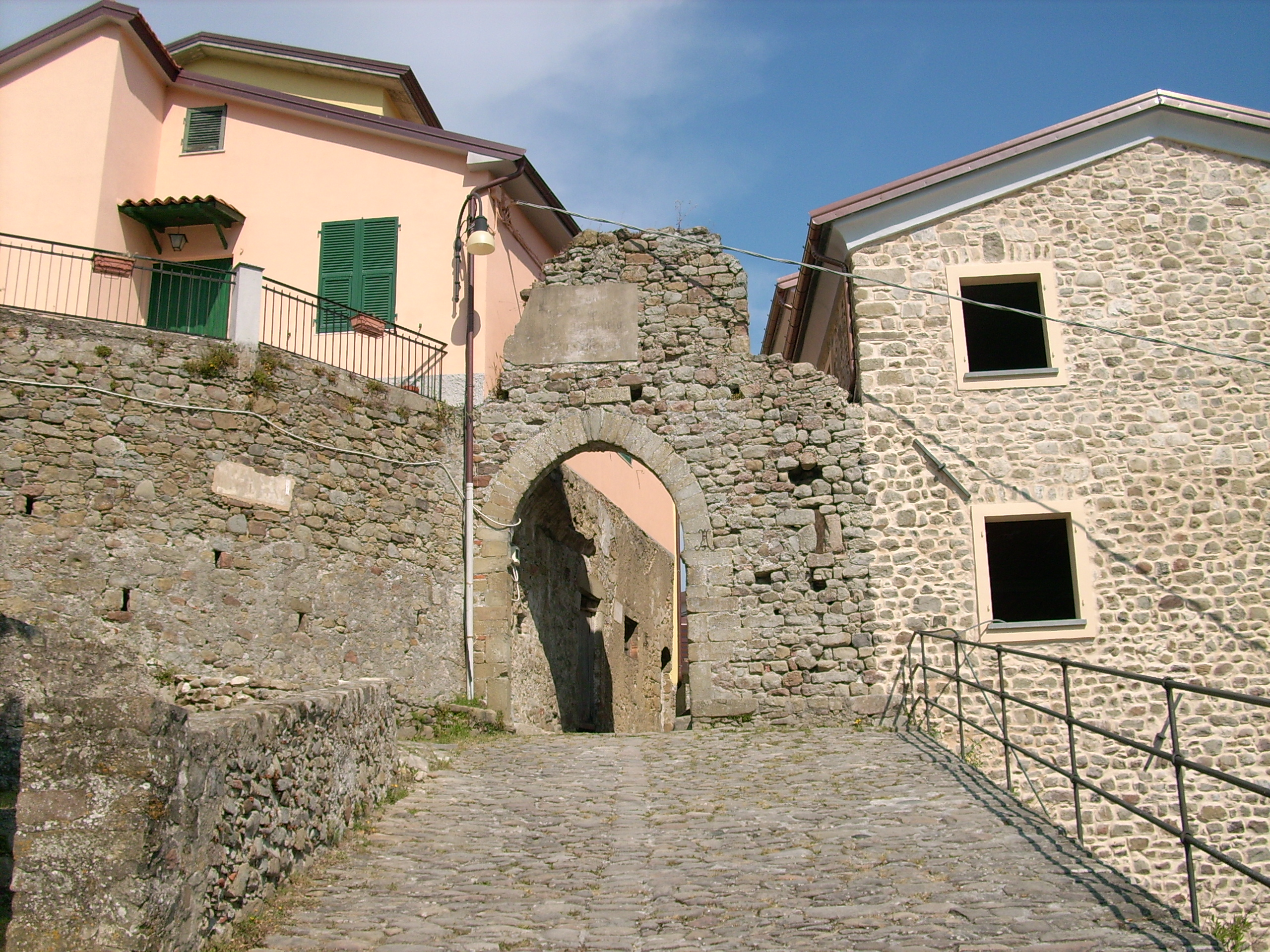
Trung tâm lịch sử của Beverino.

Beverino giáp các đô thị sau: Borghetto di Vara, Calice al Cornoviglio, Follo, Pignone, Riccò del Golfo di Spezia, Rocchetta di Vara, Vernazza.
Beverino đã là một vùng đất thuộc dòng họ Este. Năm 1247, khu vực này trở thành một đô thị độc lập và gia nhập Cộng hỏa Genova vào năm 1274 nhưng vẫn giữ quyền tự trị lập pháp của mình.